# Enejida
Az Enejida (ukrán nyelven Енеїда) Ivan Petrovics Kotljarevszkij ukrán nyelvű vígeposza, az Aeneis paródiája. Ezt tartják az első olyan irodalmi műnek, amely modern ukrán nyelven jelent meg, egyben megvetette az alapjait a mai ukrán helyesírásnak.

## Keletkezése
A mű a romantika és a nacionalizmus európai kialakulása idején íródott, amikor az ukrán elit egy részét nosztalgia fogta el a kozák állam iránt, amelyet Oroszország 1775-1786-ban felszámolt. Ekkoriban az Orosz Birodalom az általa ellenőrzött területen hivatalosan gátolta az ukrán nyelv irodalmi használatát, annak ellenére, hogy a nyelvet milliók beszélték Ukrajnában.
A szerző csaknem harminc éven át (1794-től körülbelül 1820-ig) írta a művet, amelyet eleinte kéziratban terjesztettek. Az első két nyomtatott kiadás, amely a mű első három részét tartalmazza, a szerző tudta nélkül jelent meg 1798-ban és 1808-ban. Az orosz olvasók könnyebbségére az első kiadás tartalmazott egy 972 szavas ukrán-orosz szójegyzéket is. Az 1809-es kiadást már Kotljarevszkij készítette elő; ez tartalmazza az első három rész javított változatát és a negyedik részt. A hat részes teljes mű csak a szerző halála után, 1842-ben jelent meg. A borítón a mű „kisorosz” nyelvűként szerepelt (ez volt a neve az ukránoknak az Orosz Birodalomban); ezt első ízben az 1909-es kiadásnál cserélték ki ukránra.

## Szereplői
- Aeneas, a trójaiak vezetője
- Anchises, Aeneas apja
- Venus, a tavasz és a szerelem istennője, Aeneas anyja
- Zeusz, a legfőbb isten
- Mercurius, a kereskedelem védőistene
- Aeolus, a szelek istene
- Neptunus, a tenger istene
- Iuno, a házasság istennője
- Dido, Karthágó királynője
- Sibylla, jósnő
- Circe, a varázslónők királynője
- Latinus, a latinok királya
- Amata, Latinus felesége
- Lavinia, Latinus és Amata lánya;
- Turnus, a rutulusok királya

## Tartalma
Kotljarevszkij szorosan követte a vergiliusi történetet, azt leszámítva, hogy a második könyvet, amely Trója elestét tárgyalja, teljesen kihagyta. A cselekményt ukrán környezetbe helyezte, ahol az istenek és a halandók egyaránt szalonnát és borscsot esznek, horilkát isznak, hagyományos kozák öltözéket viselnek, bandúrán játszanak, ukrán táncokat járnak, a trójaiak a Szicsről dalolnak. A történet hősei elsősorban ünnepléssel, evés-ivással, illetve szerelmeskedéssel foglalkoznak. Maga Aeneas „fürge fickó, és átkozottul jó kozák legény”, de a cselekmény előrehaladtával leginkább hanyag alkoholistaként mutatkozik. A szöveg számos utalást tartalmaz a korabeli ukrán társadalomra, például amikor Aeneas megpillantja Didót, „úgy viselkedik, akár egy moszkvai vidéken”, a pokolban a legrosszabb bűnösök az orosz földesurak, akik földi életükben sanyargatták jobbágyaikat.

### Cselekménye
1. rész
Trója eleste után Aeneas a tengeren menekül egy csapat trójaival. Iuno, aki nem szerette Venus fiát,  Aeneast, megkéri Aeolus szélistent, hogy támasszon vihart. Aeneas azonban megvesztegeti Neptunus tengeristent, hogy állítsa meg a vihart. Venus pedig bepanaszolja Iunót Zeusznál. A főisten azt mondja, hogy Aeneas sorsa az, hogy Rómába menjen és ott erős királyságot építsen. Hosszú vándorlás után a trójaiak Karthágóba érkeznek, ahol Dido uralkodik. A királynő beleszeret Aeneasba, aki ennek hatására megfeledkezik céljáról. Zeusz ezt észreveszi, és elküldi Mercuriust, hogy figyelmeztesse Aeneast a feladatára. Aeneas és a trójaiak az éjszaka leple alatt elszöknek Karthágóból, Dido pedig bánatában öngyilkos lesz. 
2. rész
A trójaiak elhajóznak Szicíliába, ahol Aeneas ünnepi játékokat rendez apja, Anchises tiszteletére. Az ünnepség alatt Iuno elküldi szolgálóját, aki meggyőzi a trójai nőket, hogy gyújtsák fel a hajókat. Aeneas dühös lesz, átkozza az isteneket, és esőért imádkozik. Az eső elered, és néhány hajó megmenekül. Aeneas álmában apját látja, aki megkéri, hogy látogassa meg őt a pokolban.
3. rész
A trójaiak kihajózva Szicíliáról Cumaenél érnek partot. Aeneas a pokolba vezető utat keresve találkozik a cumaei szibüllával, aki némi ajándékért cserébe megígéri, hogy elkalauzolja a pokolba. A pokolban Aeneas találkozik Didóval és Anchisesszel, aki azt jósolja fiának, hogy nagy és dicső családot fog alapítani.
4. rész
A trójaiak Aeolus segítségével kikerülik Circe szigetét. A következő szigeten egy latin király és felesége, Amata uralkodnak, akik Turnus királyhoz készülnek férjhez adni lányukat, Laviniát. Aeneas és hadserege egy hét alatt megtanulnak latinul. A király tisztelettel fogadja Aeneast, és azt szeretné, hogy ő legyen a veje. Iuno készül megleckéztetni Aeneast, ezért a szigetre küldi az egyik Erinnüszt. A bosszú istennője először Amatát, majd Turnust szállja meg. Turnus álmot lát, amelyben menyasszonya Aeneast választja, és sértődésében hadat üzen a latin királynak. Aeneas emberei véletlenül agarat eresztenek Amata kedvenc kutyusára, ezért a királynő elkezdi Aeneas ellen hangolni az embereket.
5. rész
Aeneas azon gondolkozik, hogyan győzze le Turnust. Álmában egy öregember azt tanácsolja neki, hogy az árkádiaiakat hívja segítségül.  Aeneas megfogadja a tanácsot, és az árkádiai király, Evander, elküldi fiát, Pallantot a hadseregével. Venus megkéri Vulcanust, hogy készítsen egy erős fegyvert Aeneasnak. Iuno figyelmezteti Turnust a lehetséges támadásra, és azt javasolja, hogy támadjon elsőként. Turnus nem tudja bevenni a trójaiak erődítményét, de felégeti a trójai hajókat. Venus panaszára Zeusz szirénekké változtatja a trójai hajókat. Turnus ismét megtámadja a trójai erődöt, de a trójaiak ellentámadásakor megszökik.
6. rész
Zeusz megtiltja az isteneknek, hogy beavatkozzanak a harcba. Aeneas és Pallant hajón indulnak a trójaiak megsegítésére. Amikor mindenki alszik, Aeneas egy mavkát pillant meg a vízben. A mavka elmondja neki, hogy a trójaiak már harcban állnak, és  hogy flottája majdnem leégett. Aeneas bajtársai megmentésére siet; a csatában Turnus megöli Pallantot. Zeusz ittasan bocsánatot kér feleségétől, Iunótól. Iuno lefekteti, majd Aeneas alakjában a hajóra csalja Turnust, aki hazahajózik, és így megmenekül. Következő napon Aeneas eltemeti a halottakat. Latin követek érkeznek, akiknek Aeneas elmondja, hogy nem ellenük harcol, hanem Turnus ellen, és azt javasolja, hogy ők ketten párbajozzanak. A követek megviszik a hírt, és Turnus készülni kezd a párbajra. Amata ellenzi lánya és Turnus házasságát, mert ő maga titokban szerelmes Turnusba. Másnap a párbaj során Iuno Iuturnát küldi Turnus segítségére. Aeneas megsebesül, és Venus különböző gyógyírekkel kezeli. Amata azt hiszi, hogy Turnus halott, ezért felakasztja magát. Aeneas a párbajban kiüti Turnus kezéből a kardot, de Iuno Iuturna által új kardot ad neki. A párbaj folytatódik, és megöli Turnust.

## Jelentősége
Az Enejida az első, modern ukrán nyelven írt mű, amely számos ukrán elemet tartalmaz a folklór, szokások, étkezés és humor területéről. Amellett, hogy megalapozta az ukrán irodalmi nyelv fejlődését, az ukrán helyesírás kialakulásának is alapjául szolgált. A kozákok mítoszát jeleníti meg, akik az ukránok szabadságért vívott harcának a jelképei. Nem véletlen tehát, hogy a modernkori független Ukrajna megalakulása idején rockopera és rajzfilm is készült a vígeposz alapján.

## Feldolgozásai
- Enejida (1991), rajzfilm Volodimir Dahno rendezésében[7]
- Szerhij Beduszenko: Enejida (1991), az első ukrán rockopera[8]

## Fordítás
- Ez a szócikk részben vagy egészben  az   Eneida című angol Wikipédia-szócikk ezen változatának fordításán alapul.  Az eredeti cikk szerkesztőit annak laptörténete sorolja fel. Ez a jelzés csupán a megfogalmazás eredetét és a szerzői jogokat jelzi, nem szolgál a cikkben szereplő információk forrásmegjelöléseként.
- Ez a szócikk részben vagy egészben  a(z)   Енеїда (Котляревський) című ukrán Wikipédia-szócikk ezen változatának fordításán alapul.  Az eredeti cikk szerkesztőit annak laptörténete sorolja fel. Ez a jelzés csupán a megfogalmazás eredetét és a szerzői jogokat jelzi, nem szolgál a cikkben szereplő információk forrásmegjelöléseként.